# Jakub III. Kyperský
Jakub III. Kyperský (28. srpna 1473 – 26. srpna 1474) byl král Kypru a titulární král jeruzalémský. Narodil se v srpnu 1473 jako jediný syn a pohrobek Jakuba Kyperského a benátské patricijky Kateřiny z rodu Cornaro.
V době Jakubova narození byl král Jakub II. již měsíc po smrti. Skonal v důsledku náhlé choroby, podezření z otravy jedem padlo na Benátčany. Vláda za nezletilého chlapce přešla na Kateřinu jako regentku a poté, co ještě před prvními narozeninami zemřel, se Kateřina stala královnou. Kyperskému království oficiálně vládla do roku 1489, kdy byla donucena k abdikaci a k předání ostrova Benátské republice.